# Formação Piramboia
A Formação Pirambóia é uma formação geológica localizada na Bacia do Paraná, constituída por arenitos de origem eólica, geralmente definida como de idade triássica.